# Supermodel (Thụy Sĩ)
Supermodel là chương trình truyền hình thực tế của Thụy Sĩ được chiếu trên 3+ năm 2007 và 2008. Bộ phim tài liệu cuộc thi người mẫu, bao gồm các thí sinh nữ sẽ thi đấu cho danh hiệu Supermodel. Mùa đầu được phát sóng từ tháng 11 đến tháng 12 năm 2007, được host bởi người mẫu Nadja Schildknecht và mùa thứ hai phát sóng từ tháng 9 đến tháng 12 năm 2008 được Franziska Knuppe làm host của chương trình.
Vào năm 2018, chương trình quay lại với tên mới là Switzerland's Next Topmodel với host mới là người mẫu Manuela Frey.

## Tóm tắt chương trình
Sau một tập casting với 100 thí sinh được chọn, trải nghiệm của những người lọt vào vòng chung kết với một buổi chụp ảnh hàng tuần, và một số nhiệm vụ và casting đã được thể hiện trong tập phim kết thúc với sự loại bỏ của thí sinh.
Diện mạo mới được thực hiện cho những thí sinh vào đầu mùa giải (thường là sau lần loại đầu tiên hoặc thứ hai)

## Các mùa
| Mùa | Phát sóng            | Quán quân      | Á quân          | Các thí sinh theo thứ tự bị loại | Tổng số thí sinh | Điểm đến quốc tế                 |
| --- | -------------------- | -------------- | --------------- | --- | ---------------- | -------------------------------- |
| 1   | 16 tháng 11 năm 2007 | Nathalie Güdel | Gorana Markovic | Jessica & Rrezearta (dừng cuộc thi), Mirjana Reljic & Milica Djordjevic & Alexandra Krone, Noemi Rubera & Anastasiya Chernichenko, Sabine Staubli & Erika Weibel, Ivana Vujcic & Aleksandra Petrovic, Tanya Krummenacher & Arina Mironkina, Eliane Heutschi | 16               | Băng Cốc Chumphon Paris New York |
| 2   | 30 tháng 9 năm 2008  | Bianca Bauer   | Radha Binder    | Lauren & Imogen Macpherson & Anja Reolon, Sara Keller & Angela Melo Ramirez, Andrea Bolzli & Henriette, Janine Rohner, Stefanie Thommen & Maja Hatibovic, Tiffany Kappeler & Andrea Franz-Johnson, Jesica Martinez                                          | 15               | Milan Luân Đôn Malé Paris Tokyo  |